# Melanargia caussica
Melanargia caussica är en fjärilsart som beskrevs av Varin 1951. Melanargia caussica ingår i släktet Melanargia och familjen praktfjärilar. Inga underarter finns listade i Catalogue of Life.